# Lousadela
Lousadela est un petit village du Portugal, limitrophe de Queiriga, situé dans la région Centre.

## Géographie
Lousadela est une freguesia (terme portugais qu'on pourrait traduire par « paroisse civile »), de la municipalité de Vila Nova de Paiva, situé dans la région Centre et la sous-région Dão-Lafões.

## Histoire
Lousadela était connu par son exploitation des mines. Des Anglais s'étaient installés et exploitaient les mines de tungstène, utilisé dans les filaments de lampes à incandescence, dans des résistances électriques, etc. Les mines apportèrent ainsi du travail pour tous les villages alentour. De ce fait, ce fut le premier village du district de Viseu à recevoir l'électricité.